# Риккенбах (Люцерн)
Риккенбах (нем. Rickenbach LU) — коммуна в Швейцарии, в кантоне Люцерн.
Входит в состав округа Зурзее. Население составляет 2094 человека (на 31 декабря 2006 года). Официальный код — 1097.